# Вуосаари (порт)
Вуосаари (фин. Vuosaaren satama, швед. Nordsjö hamn) — морской порт в Хельсинки, Финляндия, открыт в ноябре 2008 года, после переноса из центра центрального порта Хельсинки, всех грузовых морских терминалов.
Гавань, расположенная в районе Вуосаари в Восточном Хельсинки, обслуживает грузовые перевозки региона Большого Хельсинки, пассажирские перевозки обслуживают из центра города Хельсинки, из городского порта. Гавань Вуосаари взяла на себя грузовые объёмы контейнерных портов — Западный порт в центре города и гавани Сернайнен, и в конечном счёте также заменит нефтяной порт в Лааясало.
Общая площадь порта 150 га, в том числе 90 га земель, отвоёванных у моря. Рядом с портом также расположен бизнес-парк площадью 75 га. Проект гавани также предусматривал продолжение Кольцевой автодороги III до нового морского порта и новой железнодорожной линии, которая будет использоваться для транспортировки товаров в/из порта.